# Film de poche
 (mai 2009).
 (mai 2009).
Si vous disposez d'ouvrages ou d'articles de référence ou si vous connaissez des sites web de qualité traitant du thème abordé ici, merci de compléter l'article en donnant les références utiles à sa vérifiabilité et en les liant à la section « Notes et références ».
Le film de poche ou pocket film est un type de film réalisé soit avec une caméra de poche, soit avec un téléphone mobile.

## Définition
Le film de poche est un film photographique présenté en 1972 par Kodak, qui est utilisé dans les caméras de poche (typiquement aujourd'hui : le téléphone mobile). Ce nouveau mode de capture et parfois de diffusion d'images va jouer un rôle important dans le système de production audiovisuelle, (mais il ne faut surtout pas confondre court métrage et pocket film).
Aujourd'hui il se positionne comme le 4e écran de notre quotidien aux côtés de celui du cinéma, de la télévision et de l'internet. Avec le développement de la technologie permettant de recevoir, transmettre et d'enregistrer des images (fixes et mobiles) sur téléphone mobile, s'ouvre un nouveau champ d'exploration pour la création et l'écriture de l'image. L'arrivée des téléphones mobiles de dernières générations (3G) ont permis de filmer, visionner des films sur son écran de téléphone, envoyer ses propres films sur d'autres téléphones ou les mettre en ligne sur internet.

## Films
- Nokia Shorts de Apichatpong Weerasethakul[1].

## Festival

Logo depuis 2005.

Plusieurs festivals consacrés à la réalisation et à la diffusion de films avec le téléphone mobile ont vu le jour comme le festival Pocket Films, créé en 2005 et organisé à Paris par le Forum des images avec la participation de l'opérateur téléphonique SFR. 
L'engouement créé par le principe de ce festival a poussé la chaîne de télévision Arte a créer une collection de films de portables intitulée « Caméra de poche » dont la première compilation d'une dizaine de courts-métrages a été diffusée en automne 2008 sous le titre Mes 20 ans,.

### Liste des festivals
- Festival de Rio, Mobilefest de Sao Polo, Belo Horizonte (Brésil)
- Cine Pocket à Bruxelles (Belgique)
- Pocket film Festival de Générations oranaises (Algérie)
- Lommefilm festival (Danemark)
- Festival open cinéma, à Saint-Pétersbourg (Russie)
- Festival in Japan, à Yokohama (Japon)
- Festival microfilmes de Lisbonne, à Porto, Cortofonino film festival (Portugal)
- Contofonino à Rome et à Terni (Italie)
- Festival pocket film à l'institution française d'Ukraine à Kiev (Ukraine)
- L'Impackt festival (Pays-Bas)
- Festival international du film à Melbourne (Australie)
- Festival du film de Locarno (Suisse)
- Festival movil film à Barcelone (Espagne)
- Emirates competition d'Abou Dabi (Émirats arabes unis)
- Be Green Film Festival (France)
- Viva La Focus à Groningue (Pays-Bas)
- TNTV Mobile Film Festival (Polynésie française)
- Le festival TAKAVOIR à Niort (France)
- Le festival Pocket Films à Paris[4]
- Le concours annuel Pocket films de Montpellier(France)[5]